# Politische Ökologie (Zeitschrift)
Politische Ökologie – „Die Zeitschrift für Weiterdenker*innen“ (Eigenschreibweise „politische ökologie“) ist eine Fachzeitschrift zur Politischen Ökologie im deutschsprachigen Raum. Sie erscheint seit 1987 quartalsweise im oekom-Verlag München. politische ökologie will laut Verlag ein Forum für Diskussionen über etablierte Fachgrenzen hinweg sein und soll in der Auswahl der Autoren den Dialog zwischen Wissenschaft, Wirtschaft, Politik und Nichtregierungsorganisationen nachzeichnen. Die Schwerpunkthefte zu einzelnen Themen sind aus dem Archiv verfügbar.

## Geschichte
Im September 1987 entwickelte Jacob Radloff aus dem Mitgliederrundbrief der Ernst Friedrich Schumacher-Gesellschaft für politische Ökologie die Fachzeitschrift Politische Ökologie. Im April 1999 wurde die Zeitschrift auf ein Konzept mit vier Themenheften pro Jahr umgestellt. Der nachrichtliche Teil Spektrum wurde seitdem als Umweltinformationsdienst punkt.um (heute: umwelt aktuell) fortgeführt. Seit der Ausgabe 100 vom September 2006 ist der gemeinnützige Verein für ökologische Kommunikation Herausgeber der Politischen Ökologie.